# العلاقات التركية البيلاروسية
العلاقات التركية البيلاروسية هي العلاقات الثنائية التي تجمع بين تركيا وروسيا البيضاء.

## مقارنة بين البلدين
هذه مقارنة عامة ومرجعية للدولتين:
| وجه المقارنة                                              | تركيا         | روسيا البيضاء                    |
| --------------------------------------------------------- | ------------- | -------------------------------- |
| المساحة (كم2)                                             | 783.56 ألف    | 207.60 ألف                       |
| عدد السكان (نسمة)                                         | 80.14 مليون   | 9.50 مليون                       |
| الكثافة السكانية (ن./كم²)                                 | 102.28        | 45.76                            |
| العاصمة                                                   | أنقرة         | مينسك                            |
| اللغة الرسمية                                             | اللغة التركية | اللغة البيلاروسية، اللغة الروسية |
| العملة                                                    | ليرة تركية    | روبل بلاروسي                     |
| الناتج المحلي الإجمالي (بليون دولار)                      | 851.10 مليار  | 54.44 مليار                      |
| الناتج المحلي الإجمالي (تعادل القوة الشرائية) بليون دولار | 1.57 تريليون  | 168.35 مليار                     |
| الناتج المحلي الإجمالي الاسمي للفرد دولار أمريكي          | 9.12 ألف      | 5.74 ألف                         |
| الناتج المحلي الإجمالي للفرد دولار أمريكي                 | 19.79 ألف     | 18.18 ألف                        |
| مؤشر التنمية البشرية                                      | 0.761         | 0.798                            |
| رمز المكالمات الدولي                                      | +90           | +375                             |
| رمز الإنترنت                                              | .tr           | .by، .бел                        |
| المنطقة الزمنية                                           | ت ع م+03:00   | ت ع م+03:00                      |

## مدن متوأمة
في ما يلي قائمة باتفاقيات التوأمة بين مدن تركية وبيلاروسية:
- ترتبط كونيالتي مع بارانافيتشي باتفاقية توأمة منذ 2007.
- ترتبط أنقرة مع مينسك باتفاقية توأمة منذ 1990.
- ترتبط أنطاليا مع برست باتفاقية توأمة منذ 27 نوفمبر 2012.[15][15][16][17]

## منظمات دولية مشتركة
يشترك البلدان في عضوية مجموعة من المنظمات الدولية، منها:
| علم المنظمة | اسم المنظمة                               | تاريخ انضمام تركيا | تاريخ انضمام روسيا البيضاء |
| ----------- | ----------------------------------------- | ------------------ | -------------------------- |
|             | اتفاقية السماوات المفتوحة                 | ?                  | ?                          |
|             | منظمة الأمن والتعاون في أوروبا            | 25 يونيو 1973      | 30 يناير 1992              |
|             | مؤسسة التمويل الدولية                     | 19 ديسمبر 1956     | 2 نوفمبر 1992              |
|             | منظمة حظر الأسلحة الكيميائية              | ?                  | ?                          |
|             | الأمم المتحدة                             | 24 أكتوبر 1945     | 24 أكتوبر 1945             |
|             | الاتحاد الدولي للاتصالات                  | 1866               | 7 مايو 1947                |
|             | منظمة الشرطة الجنائية الدولية             | ?                  | ?                          |
|             | البنك الدولي للإنشاء والتعمير             | 11 مارس 1947       | 10 يوليو 1992              |
|             | الاتحاد البريدي العالمي                   | ?                  | ?                          |
|             | المركز الدولي لتسوية المنازعات الاستشارية | 2 أبريل 1989       | 9 أغسطس 1992               |
|             | وكالة ضمان الاستثمار متعدد الأطراف        | 3 يونيو 1988       | 3 ديسمبر 1992              |
|             | يونسكو                                    | 4 نوفمبر 1946      | 12 مايو 1954               |
|             | مجموعة الموردين النوويين                  | ?                  | ?                          |

## أعلام
هذه قائمة لبعض الشخصيات التي تربطها علاقات بالبلدين:
- نسليهان أتاغول (ممثلة تركية، 20 أغسطس 1992 – )

## وصلات خارجية
- موقع وزارة الخارجية التركية
- موقع وزارة الخارجية البيلاروسية